# Egemen Güven
Egemen Güven (Smirne, 25 settembre 1996) è un cestista turco.

## Palmarès
- Campionato turco: 1

Pınar Karşıyaka: 2014-15
- Coppa di Turchia: 2

Pınar Karşıyaka: 2013-14
Anadolu Efes: 2022
- Coppa del Presidente: 2

Pınar Karşıyaka: 2014
Anadolu Efes: 2022